# Dimitrios Papachrisostomu
Dimitrios Papachrisostomu, gr. Δημήτριος Παπαχρυσοστόμου (ur. 26 października 1940) – cypryjski strzelec, uczestnik Letnich Igrzysk Olimpijskich 1984.
Wystartował w trapie, którego ukończył na 35. miejscu z wynikiem 176 na 200 możliwych punktów.